# انتشارات مینویی
انتشارات مینویی (Les Éditions de Minuit) شرکت انتشارات فرانسوی است که در سال ۱۹۴۱ طی مقاومت فرانسویان در جنگ جهانی دوم تأسیس شد و تا امروز در حال چاپ و انتشار کتاب است.
خاموشی دریا (به فرانسوی: Le Silence de la mer) اولین کتابی است که توسط این انتشارات منتشر شده‌است.